# Paramonova brevipalpa
Paramonova brevipalpa är en tvåvingeart som beskrevs av Kelsey 1970. Paramonova brevipalpa ingår i släktet Paramonova och familjen fönsterflugor. Inga underarter finns listade i Catalogue of Life.